# 2022年地方公職人員選舉新黨提名作業
新黨於2022年中華民國地方公職人員選舉之提名作業。候選人產生過程主要依據2021年1月9日第九屆全國委員會第九次會議通過之《民國111年新黨地方選舉提名辦法》來進行。

## 進行過程
2021年1月9日，第九屆全國委員會第九次會議通過，由新黨選舉對策暨提名委員會，提名縣市長、鄉鎮市長、縣市議員及里長等地方選舉候選人。
2022年5月2日，公布第一波提名名單，包括北部地方議員。於臺北市提名第一選區侯漢廷、第三選區郭榮先、第五選區張榮法、第六選區林岳龍等4人；於新北市提名第四選區董俊良、第六選區蔡明璋等2人；於桃園市提名第七選區彭佳禹等1人，共7名議員參選人。

## 提名人選

### 直轄市議員
| 選區           | 候選人 | 提名日期 | 備註 |
| -------------- | ------ | -------- | ---- |
| 臺北市第一選區 | 侯漢廷 | 5月2日   |      |
| 臺北市第三選區 | 郭榮先 | 5月2日   |      |
| 臺北市第五選區 | 張榮法 | 5月2日   |      |
| 臺北市第六選區 | 林岳龍 | 5月2日   |      |
| 新北市第四選區 | 董俊良 | 5月2日   |      |
| 新北市第六選區 | 蔡明璋 | 5月2日   |      |
| 桃園市第七選區 | 彭佳禹 | 5月2日   |      |

### 縣市議員
| 選區 | 候選人 | 提名日期 | 備註 |
| ---- | ------ | -------- | ---- |
|      |        |          |      |

### 鄉鎮市民代表
| 選區 | 候選人 | 提名日期 | 備註 |
| ---- | ------ | -------- | ---- |
|      |        |          |      |

### 里長
| 選區 | 候選人 | 提名日期 | 備註 |
| ---- | ------ | -------- | ---- |
|      |        |          |      |